# Vladimir Cech
Vladimir Cech (České Budějovice, 1914. szeptember 25. – Prága, 1992. február 2.) csehszlovák filmrendező, forgatókönyvíró.

## Életpályája
Az egyetemen orvosi tanulmányokat folytatott. Az 1930-as évek végén forgatókönyveket írt többek között Emil Frantisek Burian számára. 1941-ben rövidfilmrendezéssel mutatkozott be. A német megszállás idején színházi és rádiókritikus, hangjátékíró volt. 1941–1980 között 35 film rendezője volt. 1949-ben készítette első normálterjedelmű játékfilmjét, a feszült légkörű, költői szépségű A rágalom tüzében címűt.
Még diák korában társírója volt az Érettségi előtt (1932) című nagy sikert aratott filmnek. Későbbi filmjeiben mindinkább a kalandos, bűnügyi témák felé fordult. Nevéhez fűződik az igen népszerű Alibi-sorozat is (105% alibi; 1959, Hamis alibi; 1961, Alibi a vízen; 1965).

## Filmjei

### Filmrendezőként
- Pavlina kisasszony cipője (Strevícky panny Pavlíny) (1941)
- Adómorál (Danová morálka) (1947)
- A rágalom tüzében (1949) (forgatókönyvíró is)
- Csuka az öbölben (Stika v rybníce) (1951)
- Kémek a vonaton (Expres z Norimberka) (1954) (forgatókönyvíró is)
- Ne bosszants, Krisztina! (Nezlob Kristino) (1956)
- Fekete zászlóalj (Cerný prapor) (1958)
- Első és utolsó (První a poslední) (1959)
- 105% alibi (1959)
- Fáklyák (1960)
- A hamis alibi (1961) (forgatókönyvíró is)
- Darázsfészek (1961) (forgatókönyvíró is)
- Havanna ünnepel (Komu tancí Havana) (1961; Jan Procházka-val) (forgatókönyvíró is)
- Köztünk, tolvajok között (Mezi námi zlodeji) (1964) (forgatókönyvíró is)
- Alibi a vízen (Alibi na vode) (1965) (forgatókönyvíró is)
- A meghajszolt ember (Úplne vyrízený chlap) (1965) (forgatókönyvíró is)
- Hét holló (1967) (forgatókönyvíró is)
- Fél és háromnegyed között (Bylo ctvrt a bude pul) (1968; Jaroslav Dietl-lel, Jaromír Vasta-val) (forgatókönyvíró is)
- A szent bűnöző nő (Svatá hrísnice) (1970) (forgatókönyvíró is)
- A kulcs (1971) (forgatókönyvíró is)
- Esküvő gyűrű nélkül (1973)
- Feleségem kalandjai (1973) (forgatókönyvíró is)
- Hetedik nap este (1974)
- Isztambuli akció (1976) (forgatókönyvíró is)

### Forgatókönyvíróként
- Érettségi előtt (1932)
- Vera Lukásová (1939; Emil Frantisek Buriannal)
- Vendég hazáig (Host do domu) (1942; Josef Mach-hal, Karel Konstantin-nal)

## Díjai
- A moszkvai nemzetközi filmfesztivál Ezüst-díja (1971) A kulcs

## Fordítás
- Ez a szócikk részben vagy egészben  a   Vladimír Čech (director) című angol Wikipédia-szócikk ezen változatának fordításán alapul.  Az eredeti cikk szerkesztőit annak laptörténete sorolja fel. Ez a jelzés csupán a megfogalmazás eredetét és a szerzői jogokat jelzi, nem szolgál a cikkben szereplő információk forrásmegjelöléseként.
- Ez a szócikk részben vagy egészben  a   Vladimír Čech (réalisateur) című francia Wikipédia-szócikk ezen változatának fordításán alapul.  Az eredeti cikk szerkesztőit annak laptörténete sorolja fel. Ez a jelzés csupán a megfogalmazás eredetét és a szerzői jogokat jelzi, nem szolgál a cikkben szereplő információk forrásmegjelöléseként.